# Sposalizio di Maria Vergine
Il Matrimonio di Maria Vergine è un dipinto olio su tavola di Francesco Prata da Caravaggio eseguito nel 1518-1520 per la chiesa di San Francesco di Brescia.

## Storia
La pala conserva nella parte inferiore un cartiglio che indica la committenza del dipinto da parte della «corporazione dei falegnami», nonché la datazione dell'opera: ANNO XP MDXLVII/ ARS MURATORI/ EXPENSIS. La congregazione aveva come santo patrono proprio san Giuseppe. La data 1547 posta sul cartigio, non corrisponde però alla data di esecuzione del dipinto ma dell'ancora dove è conservata l'opera e che fu quindi realizzata successivamente. Quindi la datazione fu posta solo successivamente, proprio quando il dipinto fu collocato nella cornice.
Secondo uno studio dell'artista, l'opera sarebbe stata eseguita tra il 1518 e il 1520, quando l'artista aveva fatto ritorno a Brescia dopo il suo periodo cremonese. La composizione infatti presenta ancora modi compositivi più vicini agli affreschi del duomo di Cremona opera di Boccaccio Boccaccino, città che Prata aveva visitato in giovane età.

## Descrizione e stile
Le figure sacre sono inserite in una architettura molto elegante che conserva ben visibile, sul primo pilastro a sinistra della struttura dell'edificio la firma dell'artista: "FRANCISCI/ DE PRATO/ CARAAGESIS OPVS". La scena si svolge entro un'architettura che si sviluppa entro pilastri in marmo versicolare che reggono le due cupole complete di pennacchi dove sono raffigurati busti di personaggi antichi. I tre archi retti dalle sei colonne fanno da sfondo a quella che è la rappresentazione di un matrimonio tra Maria e Giuseppe. Alle spalle della sposa vi è raffigurata la mamma sant'Anna. La sposa indossa un abito rosso ed è avvolta in un manto verde profilato da una decorazione dorata. I capelli sono lasciti liberi cadenti sulle spalle. Il sacerdote posto centralmente indossa il piviale e compie il gesto di accompagnare i due sposi nello scambio dell'anello. San Giuseppe posto sul lato sinistro del gruppo è avvolto in un ampio mantello e compie il gesto di porre l'anello a Maria. Intorno vi sono molti personaggi, tra questi molti uomini che secondo la leggenda erano anche questi contendenti la sposa ma che nel gesto di estrarre il bastoncino più lungo, che doveva indicare chi sarebbe stato il prescelto, sono stati sfortunati. Questi compiono il gesto di rompere il bastoncino.
Le figure sono poste in un impianto architettonico un po' superato per il tempo, la profondità dell'opera è infatti data dalle teste dei personaggi che si allontanano nell'architettura legata ancora al XV secolo.
L'immagine di un uomo con barba e cappello aveva fatto considerare che fosse l'autoritratto dell'artista.